# Крестьянский танец (картина Брейгеля)
«Крестьянский танец» (нидерл. De boerendans, нем. Bauerntanz) — картина, написанная примерно в 1568 году нидерландским художником Питером Брейгелем Старшим (Pieter Bruegel de Oude, около 1520/1525—1569). Картина принадлежит Музею истории искусств в Вене. Она написана маслом по дереву (дуб), размер — 114 × 164 см.

## Описание
На картине изображён сельский праздник. Веселье происходит на улице, у деревенских домов, недалеко от церкви, которая видна на заднем плане. В центре и в правой части картины показаны фигуры танцующих крестьян. Пара, изображённая на переднем плане справа, торопится, чтобы присоединиться к основной массе танцующих.
Другая пара, показанная на переднем плане — это волынщик, надувший щёки и играющий на волынке, и повернувшийся к нему молодой крестьянин, сидящий рядом и держащий кувшин с вином.
Левее них — стол, на котором лежит хлеб и стоит другой кувшин с вином. Крестьяне, сидящие за столом, о чём-то разгорячённо спорят, размахивая руками — не исключено, что этот спор окончится дракой. За ними — целующаяся парочка, а правее, у дверей трактира — ссорящаяся супружеская пара.
Брейгель представляет картину крестьянских развлечений не с точки зрения морализма, а как сторонний наблюдатель. В отличие от других картин Брейгеля, здесь зритель видит происходящее не сверху вниз, а с того же уровня, что и изображённые крестьяне, как будто он подошёл к ним вплотную.
Фрагменты картины «Крестьянский танец»

## История
Полагают, что картина «Крестьянский танец», написанная примерно в 1568 году, является частью серии из трёх произведений Брейгеля, к которой также относят картины «Свадебный танец» (1566) и «Крестьянская свадьба» (1567 или 1568).